# Dorymyrmex morenoi
Dorymyrmex morenoi är en myrart som beskrevs av Bruch 1921. Dorymyrmex morenoi ingår i släktet Dorymyrmex och familjen myror.

## Underarter
Arten delas in i följande underarter:
- D. m. morenoi
- D. m. patagon